# Prix Busiris
Pour les articles homonymes, voir Busiris.
Le prix Busiris est un prix parodique remis par le blogueur maître Eolas à plusieurs personnalités politiques, en récompense d'« une affirmation juridiquement aberrante, si possible contradictoire, teintée de mauvaise foi et mue par l'opportunité politique plus que par le respect du droit ».  
Le nom du prix renvoie au personnage de Busiris, spécialiste du droit de la guerre dans la pièce La guerre de Troie n'aura pas lieu de Jean Giraudoux, qui après avoir démontré à la demande de Démokos que la manœuvre des navires grecs lors de leur arrivée était une insulte à Troie, et ne pouvait être réparée que par la guerre, démontre aussitôt le contraire quand Hector menace de l'emprisonner (acte II, scène 5), et cela en tenant des arguments tout aussi convaincants.
Rachida Dati, garde des Sceaux, ministre de la Justice, a reçu le « prix Busiris » à huit reprises, dont cinq fois consécutivement en l'espace de quelques semaines. Éric Besson, Brice Hortefeux, Michèle Alliot-Marie  et Christine Albanel ont également reçu plusieurs fois le « prix Busiris ».
Daniel Schneidermann dans une tribune publiée le 23 juin 2006 par Libération s'interroge sur un possible « effet Eolas » lorsque celui-ci décerne au CSA un « prix Busiris ».
Le prix Busiris dispose depuis juin 2011 d'un site web dédié.

## Personnalités ayant reçu un Busiris
| no | Date              | Nom                                    | Fonction                                                                                     | Propos sur |
| -- | ----------------- | -------------------------------------- | -------------------------------------------------------------------------------------------- | --- |
| 1  | 9 mai 2006        | François Fillon                        | conseiller politique de Nicolas Sarkozy                                                      | (non)-Respect de la présomption d'innocence de Dominique de Villepin dans l'affaire Clearstream |
| 2  | 13 mai 2006       | Pascal Clément                         | Garde des Sceaux                                                                             | Commentaires sur l'amnistie de Guy Drut |
| 3  | 20 juin 2006      | Dominique Baudis                       | président du CSA                                                                             | Positionnement de l'UDF dans le « centre parfait de la vie politique : le centre introuvable » |
| 4  | 19 janvier 2007   | Alberto Gonzales                       | ministre de la Justice des États-Unis                                                        | Assertion selon laquelle le fait que la constitution interdise de suspendre l'Habeas corpus ne signifie pas qu'il soit en vigueur |
| 5  | 2 février 2007    | Xavier Bertrand                        | ministre de la Santé et porte-parole de Nicolas Sarkozy                                      | droit au logement opposable : loi destinée à ne pas être appliquée |
| 6  | 21 septembre 2007 | Éric Ciotti                            | député de la première circonscription des Alpes-Maritimes                                    | défense au nom de la tradition de pays d'accueil de l'amendement diminuant le délai de recours devant la Commission des recours des réfugiés |
| 7  | 4 février 2008    | Claude Guéant                          | secrétaire général de l'Élysée                                                               | mariage du président de la République avec Carla Bruni et nationalité de celle-ci |
| 8  | 3 mars 2008       | Rachida Dati                           | Garde des Sceaux                                                                             | Rétention de sûreté : rétroactive d'application immédiate |
| 9  | 24 avril 2008     | Jean Dionis du Séjour                  | « spécialiste de l'économie numérique et des nouvelles technologies »                        | Action intentée par TF1 contre Dailymotion : « la LCEN est une “belle architecture”, une “très bonne loi”, mais qui par un tour mystérieux (on devine la perversité naturelle des juges) génère une jurisprudence anarchique et confuse, et qu'il est donc urgent de la modifier pour reposer le problème de l'hébergeur irresponsable qui ne doit plus l'être tout à fait, alors que c'était pourtant le cœur de la loi. » |
| 10 | 16 juin 2008      | Rachida Dati (pour la 2e fois)         | Garde des Sceaux                                                                             | La loi sur les peines plancher : peine souvent prononcée, preuve de sa réussite alors qu'elle est par principe obligatoire. |
| X  | 10 novembre 2008  | André Ride (presque primé)             | inspecteur général des services judiciaires                                                  | Convocation d'une jeune femme procureur pour avoir appliqué la loi |
| 11 | 19 novembre 2008  | Brice Hortefeux                        | ministre de l'Immigration, l'Intégration, l'Identité nationale et du Développement solidaire | Procédure d'expulsion entamée du fait de la mort de l'enfant français d'une femme camerounaise arrivée irrégulièrement : Dysfonctionnement de l'administration |
| 12 | 8 décembre 2008   | Rachida Dati (pour la 3e fois)         | Garde des Sceaux                                                                             | L'ordonnance de 1945 ne contiendrait pas le mot « victime » |
| 13 | 23 janvier 2009   | Rachida Dati (pour la 4e fois)         | Garde des Sceaux                                                                             | « Tente de faire passer les pires reculs des droits de la défense depuis la loi du 12 décembre 2005 comme des avancées. » (peine plancher et rétention de sûreté) |
| 14 | 5 février 2009    | Rachida Dati (pour la 5e fois)         | Garde des Sceaux                                                                             | Lutte contre la récidive : peine plancher (durcissement de la répression) et aménagement de peine (mesures alternatives à l'emprisonnement) |
| 15 | 26 février 2009   | Rachida Dati (pour la 6e fois)         | Garde des Sceaux                                                                             | Déclaration suivante : « Je considère que le premier des droits de l'homme, c'est le droit des victimes. » |
| 16 | 20 avril 2009     | Christian Estrosi                      | député maire de Nice                                                                         | Propos sur la récidive |
| 17 | 30 avril 2009     | Éric Besson                            | ministre de l'Immigration                                                                    | « Un délit [...] ne peut être constitué à l’égard d’un acte accompli à titre humanitaire. » (à propos du délit d'aide au séjour irrégulier) |
| 18 | 7 mai 2009        | Christine Albanel                      | Ministre de la Culture et de la Communication                                                | Ne fait pas le lien entre le projet de loi Création et Internet et l'amendement 138 au « paquet telecom » |
| 19 | 8 mai 2009        | Rachida Dati (pour la 7e fois)         | Garde des Sceaux                                                                             | Assimile respect de la vie privée de magistrat et conflit d'intérêts |
| 20 | 20 mai 2009       | Christine Albanel (pour la 2e fois)    | Ministre de la Culture et de la Communication                                                | À propos du coût du logiciel de sécurisation pour lutter contre le téléchargement illégal |
| 21 | 16 juin 2009      | Henri Guaino                           | conseiller spécial de Nicolas Sarkozy                                                        | défense erronée du dispositif HADOPI |
| 22 | 24 juin 2009      | Éric Besson (pour la 2e fois)          | ministre de l'Immigration                                                                    | Négation de l'existence du délit de solidarité |
| 23 | 22 août 2009      | Franck Louvrier                        | conseiller à la présidence de la République pour la communication et la presse               | défense erronée du dispositif HADOPI |
| 24 | 10 octobre 2009   | Rachida Dati (pour la 8e fois)         | députée européenne et maire du 7e arrondissement de Paris                                    | |
| 25 | 12 novembre 2009  | Éric Raoult                            | Député de la Seine-Saint-Denis                                                               | |
| 26 | 26 novembre 2009  | Michèle Alliot-Marie                   | Garde des Sceaux                                                                             | |
| 27 | 27 janvier 2010   | Éric Besson (pour la 3e fois)          | ministre de l'Immigration, l'Intégration, l'Identité nationale et du Développement solidaire | À propos de la mise en garde du Haut Commissariat des Nations unies pour les réfugiés |
| 28 | 10 juin 2010      | Brice Hortefeux (pour la 2e fois)      | ministre de l’Intérieur, de l’outre-mer et des collectivités territoriales                   | Concernant sa sortie télévisuelle au sujet du conjoint de la conductrice au niqab |
| 29 | 15 juin 2010      | Michèle Alliot-Marie (pour la 2e fois) | Garde des Sceaux                                                                             | Concernant la suppression du juge d'instruction. |
| 30 | 19 novembre 2010  | Michel Mercier                         | Garde des Sceaux                                                                             | Concernant l'affaire Karachi. |
| 31 | 19 décembre 2010  | Éric Besson (pour la 4e fois)          | Ministre chargé de l'Industrie, de l'Énergie et de l'Économie numérique                      | Concernant la légalité de l'hébergement de wikileaks sur le sol français. |
| 32 | 26 décembre 2010  | Brice Hortefeux (pour la 3e fois)      | Ministre de l'Intérieur, de l'Outre-mer, des Collectivités territoriales et de l'Immigration | Concernant sa condamnation en référé pour atteinte à la présomption d’innocence. |
| 33 | 30 décembre 2010  | Éric Ciotti (pour la 2e fois)          | Député de la première circonscription des Alpes-Maritimes                                    | Concernant le blocage de sites pédopornographiques prévu à l'article 4 de la Loppsi, affirme qu'il n'est pas nécessaire de mobiliser un juge pour un délit. |
| 34 | 18 juillet 2011   | Jean-Paul Garraud                      | Député de la dixième circonscription de la Gironde                                           | Polémique consécutive à la proposition de Eva Joly de supprimer le défilé militaire du 14 juillet pour le remplacer par un défilé civique. |
| 35 | 24 septembre 2012 | Pascale Boistard                       | Députée de la première circonscription de la Somme                                           | Comparaison entre le Traité de Rome de 2004 et le Pacte budgétaire européen. |
| 36 | 4 avril 2014      | Marine Le Pen                          | Présidente du Front national                                                                 | Propos sur sa condamnation par le tribunal correctionnel de Béthune dans l'affaire d'un tract calomniant Jean-Luc Mélenchon |
| 37 | 26 avril 2015     | Bernard Cazeneuve                      | Ministre de l’Intérieur (gouvernement Valls II)                                              | Démenti de l’idée selon laquelle le projet de loi « Renseignement » serait attentatoire aux libertés, tout en concédant l’atteinte à la vie privée occasionnée par ce texte. |